# Fort Bowie National Historic Site
Le Fort Bowie National Historic Site est un site historique national américain dans le comté de Cochise, en Arizona. Créé le 28 juillet 1972 pour protéger le fort Bowie, il est inscrit au Registre national des lieux historiques depuis le 29 juillet 1972.